# Тихіт
Тихіт (англ. Tychit, назва від грец. «тихе» — удача, випадок) — рідкісний мінерал із групи нортупіту.
Формула: {\displaystyle {\ce {Na6Mg2[SO4|(CO3)4]}}}.
Сингонія кубічна.
Габітус октаедричний.
Колір: безбарвний, білий.
Блиск скляний.
Твердість 3,5-4,0.
Густина 2,46.